# أنجيلو دوناتي
أنجيلو دوناتي (بالإيطالية: Angelo Donati) هو مصرفي ودبلوماسي إيطالي، ولد في 3 فبراير 1885 في مودينا في إيطاليا، وتوفي في 30 ديسمبر 1960 في باريس في فرنسا.